# Jan Obenrauch
Jan Obenrauch (* 25. srpna 1973) je bývalý český profesionální fotbalista. Bydlí v Lysicích. Věnoval se také malé kopané a tenisu.

## Hráčská kariéra
V dorostu hrál za Zbrojovku Brno, působil také v Německu. Prošel osmi domácími druholigovými štacemi (1993–2002), druhou ligu hrál také ve švýcarském klubu FC Schaffhausen v sezoně 1999/00. Nejvýraznější stopu zanechal v Kunovicích, v jejichž dresu se stal se 16 brankami nejlepším střelcem MSFL v ročníku 2000/01. Za Kunovice dvakrát skóroval i v Poháru ČMFS.
Od roku 2003 hrál za menší rakouské oddíly (2003–2009 Hirschwang SC a 2009–říjen 2014 Mönichkirchen FC). V nižších soutěžích hrál také za SK Pozořice (2002–2003) a TJ Heršpice (od října 2014).

## Ligová bilance
| Ročník                       | Zápasy | Góly | Klub                             |
| ---------------------------- | ------ | ---- | -------------------------------- |
| II. liga 1992/93             | –      | –    | Železárny Třinec                 |
| II. liga 1993/94             | –      | 0    | LeRK Brno                        |
| II. liga 1993/94             | –      | 2    | SKPP Znojmo                      |
| II. liga 1993/94             | –      | 1    | Coring Bohumín                   |
| II. liga 1994/95             | –      | 0    | Coring Bohumín                   |
| II. liga 1994/95             | –      | 0    | Alfa Brandýs nad Labem           |
| MSFL 1997/98                 | –      | 1    | Zeman Brno                       |
| II. liga 1997/98             | 2      | 0    | Slovácká Slavia Uherské Hradiště |
| MSFL 1998/99                 | –      | 3    | Slovácká Slavia Uherské Hradiště |
| II. liga 1998/99             | 14     | 1    | Tatran Poštorná                  |
| MSFL 2000/01                 | –      | 16   | FK Kunovice                      |
| MSFL 2001/02                 | –      | 10   | FK Kunovice                      |
| II. liga 2002/03             | 2      | 0    | FK Kunovice                      |
| CELKEM II. LIGA (od 1993/94) | –      | 4    |                                  |
| CELKEM III. LIGA – MSFL      | –      | 30   |                                  |